# Külsősárd
Külsősárd község Zala vármegyében, a Lenti járásban. Közigazgatásilag a falu a rédicsi körjegyzőséghez tartozik, 152  hektáros kiterjedésével a megye legkisebb közigazgatási területű települése. Magyar település, nemzetiségiek, etnikai kisebbségiek nem lakják. A rédicsi plébánia filiája, lakosai római katolikusok.

## Fekvése
A település a Hetés néprajzi tájegységhez tartozik, földrajzilag a Lenti medencéhez sorolják. Távolsága a szomszédos nagyobb településektől: Rédicstől 1, Lentitől 4, Csesztregtől pedig 12 kilométer.
A 75-ös és a 86-os főutak között helyezkedik el, a szlovén határtól 5 kilométerre. A 86-os főút át is halad a település külterületén; a Rédics-Mosonmagyaróvár közti főút a hagyomány szerint a rómaiak Borostyánkőútja, helyi elnevezéssel „Postaút”.
A község központján a 7418-as út húzódik végig, ezen haladnak a települést érintő autóbuszok is. A legközelebbi vasúti csatlakozási lehetőséget a Zalaegerszeg–Rédics-vasútvonal rédicsi végállomása, Rédics vasútállomás.
Területe sík, erdeje kevés, földjei melioráltak, többségében szántóként hasznosítottak. Belterületét sem folyó, sem patak nem érinti, külterületén Belsősárd felől a Kandia patak-folyik. Körjegyzőségi székhelye Rédics, itt található továbbá az óvoda, az iskola, a háziorvos és a posta is. A településen közintézmény nem működik. Közösségi célokat a faluház szolgál. Boltja működik, de nem mindennapos nyitvatartással.
A település belterülete a 20. század közepéig három településrészből állt: a jelenlegi belterületből (a faluból), a 86-os út melletti településrészből (a csárdából és pár portából), valamint a 86-oson túli, Belsősárd belterületéhez csatlakozó részből. Az utóbbi helyeken ma már épületek sem találhatóak.
A közművek teljesen kiépítettek: víz, csatorna, gáz, telefon, csillagpontos kábeltelevízió (ZELKA), útjai portalanítottak.

## Története
Külsősárd területének története összefonódik Belsősárd történetével, azaz a Sárd néven említett településével.
Az önálló Külsősárd település valamikor a 18. század elején jött létre, és említésétől kezdve „kúriális”, azaz nemesi önkormányzattal rendelkező településként említették. A rédicsi plébánia filia egyetlen ilyen települése volt.
A települést három nemesi jogállású család alapította, a hagyomány szerint úgy, hogy a szükséges földet elfoglalták Sárd (Belsősárd) birtokosától, a herceg Eszterházy családtól. Foglalásuk indoka az volt, hogy török és háborús időkben tett szolgálataikért a Eszterházyak birtokot ígértek nekik, de az ígéretet nem tartották be, így ők foglalták el maguknak. A foglalásból per lett, aminek eredményeképpen a falu az alapító családok nemesi birtoka maradt. Pontosan nem tudni, mivel sikerült a hatalmas herceggel szemben ezt elérni, de sikerült, mégpedig úgy, hogy település nem tartozott a földesúri hatalom alá, hanem nemesi község lett.
Az alapító család legnépesebbje az eredetileg horvát származású Gasparics volt. Mellette a Borsos család valószínűsíthető. Az emlékezet a Gasparicsok nevét őrizte meg. Az 1629–30-as nemesi összeírás szerint Gasparics János Dedesben (ma Lendvadedes) volt birtokos nemes. Az 1718-as nemesi összeírás Sard településen Michael, Stephanus és Georgius Tánczost említi. (A Tánczosok eredetileg Belsősárdon voltak birtokos nemesek.) Az 1738-as nemesi összeírás tesz említést először Belsősárdról és külön Külsősárdról. Akkor Belsősárdon a Michael Tánczos, a jung Georgius Tánczos és a Joannes Tánczos nevű nemeseket említik. Külsősárdon Stephanus Gasparics, Joannes Gasparics és Valentinus Borsos nemeseket írták össze 1738-ban, Külsősárd alapítása tehát 1718 és 1738 közé tehető.
A Gasparicsok külsősárdi említésük után Dedesben már nem szerepelnek, más összeírások szerint birtokuk ott is maradt de Külsősárdra költöztek át. 1754-ben a nemesi összeírás Alsó Sárd néven említi, ugyanazon családokkal. 1760-ban már hét Gasparics férfit és két Borsost írnak össze. 1786-ban Sárd exterior nemesei Babos, Borsos (három családfő), Gasparics (nyolc családfő), Göde és Berke nevezetűek. Sárd interioron négy Tánczos családfő szerepelt. Érdekesség, hogy a Gödék nemesnépi nemesek, és az itt élő Göde Mihály testvérbátyja volt a híres nemesnépi gyújtogató Göde Istvánnak, aki gyújtogatásai után többször Sárdon, testvérénél bujkált. Göde Sárdon is fenyegetőzött, hogy gyújtogatni fog, de végül Nemesnép nemesi önkormányzata egy már nem létező pallosjog és ezáltal általuk hozott törvénytelen ítélet alapján elevenen megégette 1794-ben. A per iratai a Zala Vármegyei Levéltárban fellelhetők.
A település a 18. század második felében gyorsan gyarapodott. 1790-ben már tíz fő Gasparics, három fő Berke, hét fő Borsos és négy fő Göde élt itt. 1829-ben Külsősárdon megjelentek a nemes Hermán (előtte Lentiszombathelyi) és a kámaházi Soós (előtte Baglad és Baksai) családok. A belsősárdi Tánczos család egyik ága a Soós családdal összeházasodva (Tánczos László és Soós Anna) került Külsősárdra és Tánczos Károly 1836-ban már itt született. Az 1848. évi jobbágyfelszabadítás után a település továbbra sem tartozott földesúri hatalom alá, lakói szabad tulajdonosok voltak. A település lakói az 1970-es évekig szinte teljesen az alapító családok leszármazottai voltak. Mára már a népesség összetétele jelentősen változott.
Külsősárd a Rédics Községi Közös Tanácshoz tartozott. Előtte rövid ideig működött közös tanács Belsősárddal. A tanácsrendszerben a község elöljárója Tüske Vilmos volt 1990-ig.

## Közélete

### Polgármesterei
- 1990–1994: Cseh Béla (független)[7]
- 1994–1998: Cseh Béla (független)[8]
- 1998–1999: Cseh Béla (független)[9]
- 1999–2002: Tüske Vilmos (független)[10]
- 2002–2006: Tüske Vilmos (független)[11]
- 2006–2010: Gasparics Győző Sándor (független)[12]
- 2010–2014: Gasparics Győző Sándor (független)[13]
- 2014–2019: Gasparics Győző Sándor (független)[14]
- 2019–2024: Gasparics Győző Sándor (független)[15]
- 2024– : Gasparics Győző Sándor (független)[1]

A településen 1999. július 25-én időközi polgármester-választást tartottak, aminek oka még tisztázást igényel, de az előző polgármester nem indult el rajta (a lakosok egyetlen jelöltre szavazhattak).

## Gazdaság
A valamikori szép indulás után a „Tündérforrás” ásványvíz-palackozó már nem működik, a fűrészüzem is megszűnt.
Külsősárd a Lenti "Szabadság" Vadásztársasághoz tartozik a vadászati jogok terén.

## Népesség
A település népességének változása:
| Lakosok száma | 69   | 70   | 73   | 71   | 56   | 59   | 58   |
|               | 2013 | 2014 | 2015 | 2021 | 2022 | 2023 | 2024 |

A 2011-es népszámlálás idején a nemzetiségi megoszlás a következő volt: magyar 98,5%. A lakosok 82%-a római katolikusnak, 5,97% reformátusnak vallotta magát (11,9% nem nyilatkozott).
2022-ben a lakosság 96,4%-a vallotta magát magyarnak, 1,8% szlováknak, 1,8% egyéb, nem hazai nemzetiségűnek (3,6% nem nyilatkozott; a kettős identitások miatt a végösszeg nagyobb lehet 100%-nál). Vallásuk szerint 62,5% volt római katolikus, 1,8% református, 1,8% egyéb keresztény, 1,8% egyéb katolikus, 1,8% felekezeten kívüli (30,4% nem válaszolt).

## Nevezetességei
- a 19. században épült szoknyás harangláb, mely sajnos az 1991-es felújítása során jellegét vesztette, fő tartó oszlopai erdeitek, elektromosan működő harangját az első világháború után újra öntötték;
- mellette található a két világháború hősi halottainak emlékműve;
- a közeli erdőben nyílik a védett tőzike;
- Belsősárddal közös területen a horgász tavak (volt kavicsbánya);
- a településen több portán és a környező földeken is megtekinthetők az 1950-es évek határzárának műszaki-katonai objektumai, a „bunkerek”.